# Hoplia nigrosetosa
Hoplia nigrosetosa är en skalbaggsart som beskrevs av Miyake 1994. Hoplia nigrosetosa ingår i släktet Hoplia och familjen Melolonthidae. Inga underarter finns listade i Catalogue of Life.